# Marcus Cluvius
Marcus Cluvius – Rzymianin, przyjaciel Cycerona, z którym prowadził interesy i który został jednym z jego spadkobierców. 
Pochodził z Puteoli. Cyceron dał mu list polecający do Termusa, który był propraetorem w Azji. Cluvius udawał się tam w celu ściągnięcia należności. 